# Gran Premi Guillem Tell
El Gran Premi Guillem Tell (en alemany Grand Prix Guillaume Tell) va ser una cursa ciclista per etapes que es disputava anualment per les carreteres suïsses. Organitzada des de 1971, des del 2000 la cursa estava reservada a ciclistes menors de 23 anys. El 2006 s'integrà a l'UCI Europe Tour i el 2007 formà part de la Copa de les Nacions UCI sub-23. El 2009 celebrà la seva última edició.
Peter Verbeken i Guido Winterberg són els únics ciclistes que han aconseguit guanyar la cursa en dues ocasions.

## Palmarès
| Any  | Vencedor          | Segon                  | Tercer                 |
| ---- | ----------------- | ---------------------- | ---------------------- |
| 1971 | Fritz Wehrli      | Dimitri Trischin       | Aleksandre Gusiatnikov |
| 1972 | Dave Lloyd        | José Luis Viejo        | Jerzy Zwyrko           |
| 1973 | Guy Leleu         | Johan Ruch             | Nikolai Gorelow        |
| 1974 | Werner Fretz      | Michel Kuhn            | Said Gouiseinov        |
| 1975 | Jørgen Marcussen  | Aleksandre Gusiatnikov | Miroslav Sykora        |
| 1976 | Roberto Ceruti    | Bruno Wolfer           | Richard Trinkler       |
| 1977 | Gilbert Glaus     | Claudio Corti          | Jiri Bartolsic         |
| 1978 | Kurt Ehrensperger | Fons de Wolf           | Richard Trinkler       |
| 1979 | Richard Trinkler  | Daniel Muller          | Fausto Stiz            |
| 1980 | Mariano Polini    | Helmut Wechselberger   | Jürh Luchs             |
| 1981 | Dag-Erik Pedersen | José Jiménez           | Etienne Neant          |
| 1982 | Niki Rüttimann    | Urs Zimmermann         | Richard Trinkler       |
| 1983 | Richard Trinkler  | Heinz Imboden          | Vladimir Dolek         |
| 1984 | Guido Winterberg  | Peter Hilse            | Heinz Imboden          |
| 1985 | Pascal Richard    | Riho Suun              | Stephen Hodge          |
| 1986 | Heinz Imboden     | Guido Winterberg       | Arno Kuttel            |
| 1987 | Guido Winterberg  | Bernard Gavillet       | Pascal Richard         |
| 1988 | Fabian Fuchs      | Alirio Chizabas        | Laurent Madouas        |
| 1989 | Karl Kälin        | Daniel Steiger         | Josef Holzmann         |
| 1990 | Werner Stutz      | Peter Meinert          | Roland Meier           |
| 1991 | Alex Zülle        | Beat Zberg             | Patrick Jonker         |
| 1992 | Dieter Runkel     | Roland Meier           | Erik Dekker            |
| 1993 | Peter Verbeken    | André Wernli           | Daniel Lanz            |
| 1994 | No disputada      | No disputada           | No disputada           |
| 1995 | Peter Verbeken    | Manuele Scopsi         | Nicolai-Bo Larsen      |
| 1996 | Andrea Dolci      | Oscar Camenzind        | Marcelino García       |
| 1997 | Oscar Camenzind   | Niki Aebersold         | Armin Meier            |
| 1998 | Marco Velo        | Daniele Nardello       | Fabian Jeker           |
| 1999 | No disputada      | No disputada           | No disputada           |
| 2000 | Jurgen van Goolen | Nico Sijmens           | Remmert Wielinga       |
| 2001 | Emil Arnell       | Iaroslav Popòvitx      | Cristian Tosoni        |
| 2002 | Rasmus Dyring     | Gustav Erik Larsson    | Grégory Rast           |
| 2003 | Vladímir Gússev   | Tomaž Nose             | Florian Stalder        |
| 2004 | Tomaž Nose        | Janez Brajkovič        | Andy Schleck           |
| 2005 | No disputada      | No disputada           | No disputada           |
| 2006 | Markus Eibegger   | Peter Velits           | Miha Svab              |
| 2007 | Gatis Smukulis    | Jakob Fuglsang         | Jérôme Coppel          |
| 2008 | Timofey Kritskiy  | Jarlinson Pantano      | Jocelyn Bar            |
| 2009 | Mathias Frank     | Nico Schneider         | Peter Kusztor          |